# Спокуса (фільм, 2001)
«Спокуса» (англ. Original Sin) — драма 2001 року режисера Майкла Кристофера.

## Сюжет
Коли молодий чоловік наважується знайти свою любов за оголошенням у газеті, він ще не знає, яка красуня на нього чекає. Але дівчина стверджує, що ці фото не її, і вона хоче, щоб він полюбив її за характер, а не за зовнішність. Але виявляється, що насправді вона актриса, яка разом з другом витягує гроші з чоловіків шляхом обману.

## У ролях
| Актор                 | Роль                        |
| --------------------- | --------------------------- |
| Анджеліна Джолі       | Джулія Расселл / Бонні Касл |
| Антоніо Бандерас      | Луіс Антоніо Варгас         |
| Томас Джейн           | Біллі                       |
| Еллісон Макі          | Августа Джордан             |
| Джек Томпсон          | Алан Джордан                |
| Корделія Річардс      | Емілі Расселл               |
| Педро Армендаріс-мол. | Хорхе Кортес                |

## Цікаві факти
- Слоган фільму — «Злі жарти кохання».
- Кошторис — $ 42 мільйони.
- Фільм знятий за романом Корнелла Вулріча «Вальс у темряві», дія якого відбувається наприкінці 1800-х років у Новому Орлеані.
- Майкл Кристофер є режисером фільму «Джіа», за який Анджеліна Джолі отримала «Золотий Глобус».[1]
- Назву фільму офіційно було змінено з «Dancing in the Dark» на «Original Sin», щоб уникнути схожості з «Dancer in the Dark» режисера Ларса Фон Трієра.
- З самого початку планували, що права на екранізацію придбає кінокомпанія «Via Rosa Productions», яка належить Мішель Пфайффер, з умовою, що головну роль зіграє Пфайффер. В результаті, кінокомпанія «Via Rosa Productions» почала продюсувати фільм.[2]
- Кінокомпанія-виробник підрахувала, що у фільмі досить багато ризикованих сексуальних сцен для кінцевого варіанту. Картина отримала рейтинг R — дітям до 17 років обов'язково присутність батьків.
- В одному з епізодів зіграв батько виконавиці головної ролі актор Джон Войт.[3]
- Знімання фільму відбувалися з лютого по квітень 2000 року в Мехіко, столиці Мексики.
- Прем'єра відбулася 11 липня 2001 року у Франції.